# Cerasus trichantha
Cerasus trichantha là loài thực vật có hoa trong họ Hoa hồng. Loài này được (Koehne) C.L. Li & S.Y. Jiang mô tả khoa học đầu tiên năm 2003.